# 額田女王
『額田女王』（ぬかたのおおきみ）は、井上靖の歴史小説。『サンデー毎日』に1968年1月7日号から1969年3月9日号まで連載され、単行本は1969年12月に毎日新聞社より刊行された。

## 内容
645年の乙巳の変（大化の改新）後の激動の時代に生きた宮廷歌人・額田女王の生涯を著者独自の解釈で描いた歴史小説。額田女王は、天智天皇（中大兄皇子）・天武天皇（大海人皇子）両天皇から愛され、斉明天皇他に仕えた采女(うねめ)的歌人として描かれる。
乙巳の変後、蝦夷征伐、朝鮮半島への出兵（白村江の戦い）、壬申の乱と続く、戦乱の時代に、額田女王は天皇近く朝廷に仕えた。
孝徳天皇、斉明天皇、天智天皇、大友皇子、天武天皇の時代である。宮は、飛鳥板蓋宮（皇極天皇）から、乙巳の変後、難波長柄豊碕宮（孝徳天皇）へと遷されるが、孝徳天皇死後、斉明天皇のもとで飛鳥板蓋宮・飛鳥川原宮・飛鳥岡本宮と遷り、朝鮮半島への出兵のため筑紫朝倉宮へとさらに遷る。白村江の戦いに敗北した後、後の天智天皇は、宮を琵琶湖畔の近江大津宮へ遷した。壬申の乱終結後、天武天皇は、大津から飛鳥浄御原宮へ遷宮した。額田女王は天皇に従い、飛鳥・難波・筑紫・近江と各地を転々とする。

## 作中の歌

### 熟田津の歌
朝鮮半島への出兵のため、筑紫に移動する途上、熟田津(にきたつ、現在の愛媛県松山市の道後温泉付近)に停泊していた時の歌。
額田女王
熟田津に 船乗りせむと 月待てば 潮もかなひぬ 今はこぎ出でな
（作中での解釈：熟田津に出動の時を待っていたが、明るい月も出た。潮の加減も申し分ない。さあ、全船団よ、今こそ漕ぎ出せ。）

### 蒲生野の歌
蒲生野（現在の滋賀県琵琶湖東岸の野）での遊猟の際の歌。
額田女王
茜さす　紫野行き　しめ野行き　野守は見ずや　君が袖振る
（作中での解釈：茜の匂うような紫野を行き、しめ野を行きました。そしたらあの方が遠くで袖をお振りになりました。森番が見ていないかと心配でした。でも、こんなことを申し上げるわたくしの気持ちはお判りでございましょう。）
大海人皇子
紫草（むらさき）の　にほへる妹を　憎くあらば　人妻ゆゑに　吾（われ）恋ひめやも
（作中での解釈：紫草からとれる美しい紫色のように、匂うような君を憎く思っていたら、人妻でもあるのだから、どうして恋い慕いましょう。憎くないからこそ、人妻であろうとなかろうと、そんなことにお構いなく、このように恋しているのです。）

## 登場人物

### 朝廷
- 額田女王：天智天皇（中大兄皇子）、天武天皇（大海人皇子）に求愛される。孝徳天皇・皇極・斉明天皇に仕える。天皇に代わって歌をつくる。神の言葉を聞くことができる特殊な女。653年、大海人皇子との子供・十市皇女を産んだと言われる。
- 鏡女王：額田女王の姉。中大兄皇子の妃。
- 孝徳天皇（軽皇子）：645年の政変で、蘇我蝦夷・蘇我入鹿が亡くなった後、即位。飛鳥から難波（難波長柄豊碕宮）に遷都。
- 皇極・斉明天皇: 630年、37歳で舒明天皇の皇后となる。641年、舒明天皇崩御後、49歳で皇極天皇として即位。645年の乙巳の変の後、同母弟の軽皇子（孝徳天皇）に譲位。孝徳天皇崩御後、655年、62歳のとき、斉明天皇として再び即位。天智天皇・天武天皇・間人皇后の母。
- 天智天皇（中大兄皇子）：645年の政変後、皇太子の地位につき、中臣鎌足とともに政治の改革に取り組む実力者。
- 天武天皇（大海人皇子）: 兄・中大兄皇子を補佐する。
- 中臣鎌足: 中大兄皇子を補佐する重臣。
- 大友皇子: 中大兄皇子の子。十市皇女の夫。
- 古人大兄皇子: 645年の政変後、皇太子の地位を退き、吉野にはいったが、斬られた。中大兄皇子の異母兄。
- 蘇我倉山田石川麻呂: 左大臣。649年、 中大兄皇子を暗殺しようとしているという弟・蘇我日向の密告により、飛鳥の山田寺に入り、自害。中大兄皇子の妃・蘇我造媛の父。
- 山背大兄王: 645年の政変前、蘇我入鹿により葬られる。
- 巨勢徳多: 孝徳天皇の難波朝廷の左大臣。
- 大伴長徳: 孝徳天皇の難波朝廷の右大臣。
- 間人皇女: 孝徳天皇の妃。中大兄皇子の4つ違いの妹。父・舒明天皇を喪った後、兄・中大兄皇子を父代わりとして育つ。645年、16歳の時に50歳の孝徳天皇の妃となる。
- 有間皇子:  孝徳天皇と小足媛の間に生まれた皇子。中大兄皇子の従兄弟にあたる。658年、蘇我赤兄の計略で謀反の疑いをかけられ、物部朴井鮪の兵に館を包囲され、絞首刑に処せられる。
- 建皇子: 中大兄皇子と蘇我造媛の子。斉明天皇に溺愛されるが、８歳で薨じる。
- 持統天皇: 鸕野讃良(うののさらら)皇女。天智天皇の娘。天武天皇の妃。
- 葛野王: 大友皇子と十市皇女の子。
- 高市皇子: 大海人皇子の子。十市皇女への想いをもつ。

### 遣唐使等
- 吉士長丹: 653年、新政下第1回目の遣唐使の大使。第1船（新羅船）に乗り、出航し、唐に行く。
- 高田根麻呂: 653年、新政下第1回目の遣唐使の第2船（百済船）に乗り、出航し、鹿児島付近で遭難。
- 高向玄理: 654年、新政下第2回目の遣唐使の押使として、唐に行く。
- 沙門智達: 657年、新羅の案内で唐に向かうはずだったが、新羅が要求に応じず、帰国。
- 阿曇連頬垂（あずみのむらじつらたり）: 百済から帰国し、ラクダなどを連れ帰る。また、天智天皇9年に新羅に友好使節として派遣される。
- 坂合部磐鍬: 659年、新政下第3回目の遣唐使の大使として唐に向かうが、南海の島「爾加委」（喜界島と推定される）で殺される。
- 津守吉祥: 659年、新政下第3回目の遣唐使の副使として唐に向かい、皇帝高宗に拝謁。
- 河内直鯨: 唐へ派遣された使節。
- 黄書造本実（きみふのみやつほんじち）: 唐の水量(みずはかり)を朝廷に献じる。

### 東北
- 阿倍比羅夫: 蝦夷征討を行う。有間皇子の母・小足媛は、阿倍内麻呂の娘であり、同族。

### 外国人
- 扶余豊璋: 百済最後の王である義慈王の王子。人質として朝廷にいる。百済再興のため、百済に戻るが、都を移転したり、鬼室福信を処刑するなど、愚策を繰り返す。後に高句麗に逃亡。
- 百済王善光: 百済王家の一族。扶余豊璋とともに入朝し、そのまま日本にとどまる。
- 吐火羅人: 日向に漂着して、都に送られる。
- 舎衛人(古代インド人)：吐火羅人の夫とともに漂着。
- 劉仁願: 百済を占領した唐の将軍。白村江の戦いの後に郭務悰を使者として日本に派遣する。坂合部磐積の帰国を取り計らう。
- 劉徳高: 白村江の戦いの後に正式に派遣された唐からの使者。
- 能婁: 高句麗からの使者。
- 耽羅からの朝貢使。近江大津宮に来朝。
- 金東厳: 新羅からの朝貢の使者。
- 久麻伎（くまき）: 耽羅の王子。近江朝廷に来朝。

### 壬申の乱
- 小子部鉏鉤: 尾張国司。大海人皇子（吉野）方。
- 村国男依: 大海人皇子（吉野）方。
- 山部王: 近江方。蘇我果安と巨勢比等に殺害される。
- 中臣金:  近江方。右大臣。処刑となる。
- 蘇我赤兄:  近江方。左大臣。流刑となる。
- 巨勢比等:  近江方。大納言。流刑となる。
- 蘇我果安:  近江方。
- 壱伎韓国:  近江方。
- 田辺小隅:  近江方。
- 秦友足:  近江方。
- 境部薬:  近江方。

## テレビドラマ
1980年にテレビ朝日系列（朝日放送創立30周年記念番組）で放送。前編は3月14日、後編は3月15日、いずれも21:05 - 23:24の枠で放送。脚本は中島丈博。

### キャスト
- 額田女王：岩下志麻
- 天智天皇：近藤正臣
- 天武天皇：松平健
- 蘇我入鹿：津川雅彦
- 蘇我石川麻呂：木村功
- 孝徳天皇：中村富十郎
- 皇極・斉明天皇：京マチ子
- 間人皇女：秋吉久美子
- 大田皇女：鮎川いずみ
- 鸕野讚良皇女：樋口可南子
- 大友皇子：三田村邦彦
- 有間皇子：川崎麻世
- 定恵：江藤潤
- 阿倍比羅夫：宝田明
- 蘇我赤兄：藤田まこと
- 中臣鎌足：三國連太郎
- 十市皇女：斉藤とも子

### スタッフ
- 脚本：中島丈博
- 演出：大熊邦也
- 制作：山内久司（朝日放送）
- プロデューサー：仲川利久（朝日放送）、櫻井洋三（松竹）
- 監修：野村芳太郎
- 制作協力：松竹株式会社、京都映画株式会社（現・株式会社松竹京都撮影所）
- 制作：朝日放送